# Filipiny na Zimowych Igrzyskach Olimpijskich 1992
Filipiny na Zimowych Igrzyskach Olimpijskich 1992 reprezentował jeden zawodnik – Michael Teruel, który wystartował w narciarstwie alpejskim.
Był to trzeci start Filipin na zimowych igrzyskach olimpijskich.

## Narciarstwo alpejskie
Mężczyźni
- Michael Teruel
  - Gigant - 71. miejsce
  - Slalom - 49. miejsce